# 斯捷普诺耶奥泽罗
斯捷普诺耶奥泽罗（羅馬化：Stepnoye Ozero）是俄罗斯阿尔泰边疆区的市级镇，属布拉戈维申卡区。
该地2021年有人口6,163人；2010年人口6,672；1989年人口7,447。